# Nikólskoie (Novi Oskol)
Nikólskoie - Никольское (rus) - és un poble a l'óblast de Bélgorod, a Rússia. El 2010 tenia 185 habitants. Pertany al districte (raion) de Novi Oskol.